# Upucerthia
Upucerthia es un género de aves paseriformes perteneciente a la familia Furnariidae que agrupa a cuatro especies nativas de América del Sur, cuyas áreas de distribución a lo largo de los Andes y adyacencias, se encuentran desde el centro de Perú hacia el sur hasta Tierra del Fuego, extendiéndose por la Patagonia; una especie migra en los inviernos hasta el centro de Argentina y Uruguay. A sus miembros se les conoce por el nombre común de bandurritas.

## Etimología
El nombre genérico femenino «Upucerthia» resulta de una combinación de los géneros Upupa (las abubillas) y Certhia (los agateadores), principalmente en referencia al formato del pico.

## Características
Las bandurritas de este género son furnáridos bastante grandes, miden entre 19 y 21,5 cm de longitud, cuya principal característica es el pico largo y curvado con perfil de hoz, son de color gris y marrón. Habitan en áreas abiertas y semiabiertas y construyen sus nidos en agujeros excavados en barrancos.

## Historia taxonómica
El género Upucerthia fue propuesto por el zoólogo francés Isidore Geoffroy Saint-Hilaire en 1832 y la especie tipo definida por monotipia es Upucerthia dumetaria.
El presente género ya incluyó a otras cinco especies, actualmente en géneros diferentes, hasta que varios autores demostraron que el entonces amplio género Upucerthia era altamente polifilético (Chesser et al (2007), Fjeldså et al (2007), Moyle et al (2009)), presentando las siguientes relaciones de parentesco y agrupamientos:
- (a) las entonces U. harterti y U. certhioides en un grupo con Pseudocolaptes y Premnornis,
- (b) las entonces U. andaecola y U. ruficauda en un grupo con Eremobius phoenicurus y Chilia melanura,
- (c) la entonces U. serrana basal a un grupo que incluye Cinclodes y el resto de los Upucerthia.

Para U. certhioides y U. harterti fue propuesto un nuevo género exclusivo Tarphonomus. El nuevo género fue reconocido por el Comité de Clasificación de Sudamérica (SACC), mediante la aprobación de la Propuesta N° 323.
Para U. ruficauda y U. andaecola, e incluyendo también a Eremobius phoenicurus y Chilia melanura se recomendó la resurrección del género Ochetorhynchus. La Propuesta N° 324 al SACC aprobó el restablecimento del género.
Finalmente, para U. serrana, a quien los estudios genético-moleculares de Chesser et al (2009) encontraron que no estaba ni cercanamente relacionada con ningún otro miembro de Upucerthia, propusieron un nuevo género exclusivo Geocerthia para separarla. Esta modificación fue aprobada en la Propuesta N° 424 al SACC reconocimiento al nuevo género y separando la especie de Upucerthia.
Trabajos posteriores de Derryberry et al (2011) corroboraron los tratamientos taxonómicos expuestos.
La especie U. saturatior fue tratada anteriormente como especie plena y después como conespecífica con U. dumetaria. Sin embargo, los estudios de Areta y Pearman (2009), suministraron evidencias de parapatría de las dos sin intergradación, así como de diferencias documentadas en el canto, el color de las partes expuestas, morfología, plumaje, hábitat y patrones migratorios, justificando la separación, que fue aprobada mediante la Propuesta N° 393 al SACC.
La subespecie U. validirostris jelskii fue tratada anteriormente como conespecífica y más recientemente como especie separada de U.validirostris por diversos autores y clasificaciones. Los datos genéticos confirman que son taxones hermanos, pero muy poco diferenciados. Los estudios de Areta y Pearman (2009, 2013) no encontraron diferencias en las vocalizaciones, y sobre esta base propusieron que vuelvan a ser tratadas como conespecíficas. Este tratamiento fue aprobado en la Propuesta n.º 572 al SACC.

## Lista de especies
Según las clasificaciones del Congreso Ornitológico Internacional (IOC) y Clements Checklist/eBird, el género agrupa a las siguientes especies con el respectivo nombre popular de acuerdo con la Sociedad Española de Ornitología (SEO):
| Imagen | Nombre científico                  | Autor                           | Nombre común                         | Estado de Conservación | Distribución |
| ------ | ---------------------------------- | ------------------------------- | ------------------------------------ | ---------------------- | ------------ |
|        | Upucerthia saturatior              | Scott, 1900                     | bandurrita del bosque o bandurrilla; | LC                     |              |
|        | Upucerthia dumetaria               | I. Geoffroy Saint-Hilaire, 1832 | bandurrita común                     | LC                     |              |
|        | Upucerthia albigula                | Hellmayr, 1932                  | bandurrita de Arica                  | LC                     |              |
|        | Upucerthia validirostris           | (Burmeister, 1861)              | bandurrita ocrácea                   | LC                     |              |
|        | Upucerthia (validirostris) jelskii | (Cabanis, 1874)                 | bandurrita de Jelski                 | NE                     |              |